# Guatteria maypurensis
Guatteria maypurensis là loài thực vật có hoa thuộc họ Na. Loài này được Kunth mô tả khoa học đầu tiên năm 1821.